# Ronde d'Isard
La Ronde d'Isard es una carrera ciclista por etapas limitada a corredores sub-23 que se disputa en la región administrativa de Mediodía-Pirineos (Francia), a finales del mes de mayo.
Se comenzó a disputar en 1977 como amateur y tuvo categoría 2.7.1 (máxima categoría amateur para corredores sub-23) en 2004 Desde la creación de los Circuitos Continentales UCI en 2005 forma del UCI Europe Tour, dentro de la categoría 2.2 (última categoría del profesionalismo) y desde el 2007 en la 2.2U creada ese mismo año (igualmente última categoría del profesionalismo pero limitada a corredores sub-23). Hasta el 2005 se llamó oficialmente Ronde de l'Isard d'Ariège.
Tiene un trazado meramente montañoso cruzando varios de los puertos tradicionales del Tour de Francia a su paso por los Pirineos y debido a su limitación de edad suele ser un test importante de cara al Tour del Porvenir que se disputa cuatro meses después.

## Palmarés
En amarillo: edición amateur.
| Año  | Ganador                  | Segundo                | Tercero               |
| ---- | ------------------------ | ---------------------- | --------------------- |
| 1977 | André Lassoureille       | Daniel Salles          | Murray Hall           |
| 1978 | Daniel Salles            | Dominique Arnaud       | Jean-Claude Barioulet |
| 1979 | Christian Bonnand        | Didier Paponneau       | Bernard Huot          |
| 1980 | Jean-Marc Szkolnijk      | Christian Bonnand      | Dominique Delort      |
| 1981 | Bernard Pineau           | Mercadier              | Christian Bonnand     |
| 1982 | Herman Winkel            | Thibaut Maugé          | Rinus Ansems          |
| 1983 | Daniel Wyder             | Hervé Doueil           | Bernard Pineau        |
| 1984 | Joël Versolato           | Régis Roqueta          | André Massard         |
| 1985 | No se disputó            | No se disputó          | No se disputó         |
| 1986 | Julio César Cadena       | Nelson Rodríguez       | Luis Alberto González |
| 1987 | Dominique Arnould        | Gilles Guégan          | Gustavo Pardo         |
| 1988 | Mario Martínez           | Luis Felipe Moreno     | Gilles Delion         |
| 1989 | Luis Felipe Moreno       | Hernan Buenahora       | Yvon Ledanois         |
| 1990 | Jiri Toman               | Vladimir Kinst         | Dominique Molard      |
| 1991 | Mario Hernig             | Christian Meyer        | Arturas Kasputis      |
| 1992 | Laurent Roux             | Pascal Galtier         | Gilles Maignan        |
| 1993 | Uwe Peschel              | Arturas Kasputis       | Dirk Baldinger        |
| 1994 | Xavier Jan               | Olivier Ouvrard        | Philippe Bordenave    |
| 1995 | Igor Pavlov              | Hugues Ané             | Xavier Jan            |
| 1996 | Vincent Cali             | Igor Pavlov            | David Moncoutié       |
| 1997 | Denis Leproux            | Christopher Jenner     | Philippe Fernandes    |
| 1998 | Denis Menchov            | Aitor Silloniz         | Gaël Moreau           |
| 1999 | Jamie Burrow             | Nicolas Fritsch        | Christian Werner      |
| 2000 | Graziano Gasparre        | Patrik Sinkewitz       | Thomas Bodo           |
| 2001 | Christophe Le Mevel      | Yohann Charpenteau     | Michael Creed         |
| 2002 | Markus Fothen            | Thomas Kaufmann        | Michael Creed         |
| 2003 | Patrick McCarthy         | Markus Fothen          | Saul Raisin           |
| 2004 | Philip Deignan           | Saul Raisin            | Rémy Di Gregorio      |
| 2005 | Eduardo Gonzalo          | Kevin Seeldraeyers     | Blaise Sonnery        |
| 2006 | Ignatas Konovalovas      | Ben Hermans            | Blaise Sonnery        |
| 2007 | John Devine              | Francis De Greef       | Mathieu Delarozière   |
| 2008 | Guillaume Bonnafond      | Blel Kadri             | Gatis Smukulis        |
| 2009 | Alexandre Geniez         | Jonathan Castroviejo   | Yoann Barbas          |
| 2010 | Yannick Eijssen          | Nicolas Capdepuy       | Andrew Talansky       |
| 2011 | Kenny Elissonde          | George Bennett         | Joe Dombrowski        |
| 2012 | Pierre-Henri Lecuisinier | Sergei Chernetski      | Niels Vandyck         |
| 2013 | Juan Ernesto Chamorro    | Maxime Le Lavandier    | Dylan Teuns           |
| 2014 | Louis Vervaeke           | Maxime Le Lavandier    | Tiesj Benoot          |
| 2015 | Simone Petilli           | Laurens De Plus        | Jérémy Maison         |
| 2016 | Bjorg Lambrecht          | Mathias Le Turnier     | Léo Vincent           |
| 2017 | Pavel Sivakov            | Bjorg Lambrecht        | Steff Cras            |
| 2018 | Stephen Williams         | Aurélien Paret-Peintre | Julian Mertens        |
| 2019 | Andrea Bagioli           | Andreas Leknessund     | Clément Champoussin   |
| 2020 | Xandres Vervloesem       | Henri Vandenabeele     | Alan Jousseaume       |
| 2021 | Gijs Leemreize           | Fernando Tercero       | Thomas Gloag          |
| 2022 | Johannes Staune-Mittet   | Reuben Thompson        | Enzo Paleni           |
| 2023 | No se disputó            | No se disputó          | No se disputó         |
| 2024 | Darren van Bekkum        | Jarno Widar            | Menno Huising         |
| 2025 | Jarno Widar              | Liam O'Brien           | Juan Felipe Rodríguez |

## Palmarés por países
| País            | Victorias |
| --------------- | --------- |
| Francia         | 16        |
| Bélgica         | 5         |
| Colombia        | 4         |
| Alemania        | 3         |
| Italia          | 3         |
| Países Bajos    | 3         |
| Estados Unidos  | 2         |
| Rusia           | 2         |
| Reino Unido     | 2         |
| República Checa | 1         |
| Suiza           | 1         |
| Irlanda         | 1         |
| España          | 1         |
| Lituania        | 1         |
| Rusia           | 1         |
| Noruega         | 1         |